# Урочище Камінь
Уро́чище Ка́мінь — лісовий заказник місцевого значення в Україні. Об'єкт природно-заповідного фонду Житомирської області. 
Розташований у межах Романівського району Житомирської області, на захід від села Камінь. 
Площа 39 га. Статус надано згідно з рішенням 7 сесії 24 скликання обласної ради від 23.04.2003 року № 207. Перебуває у віданні ДП «Романівський лісгосп АПК» (квартал 51). 
Статус надано для збереження частини лісового масиву з високопродуктивними насадженнями дуба; у домішку — береза, граб.

## Галерея

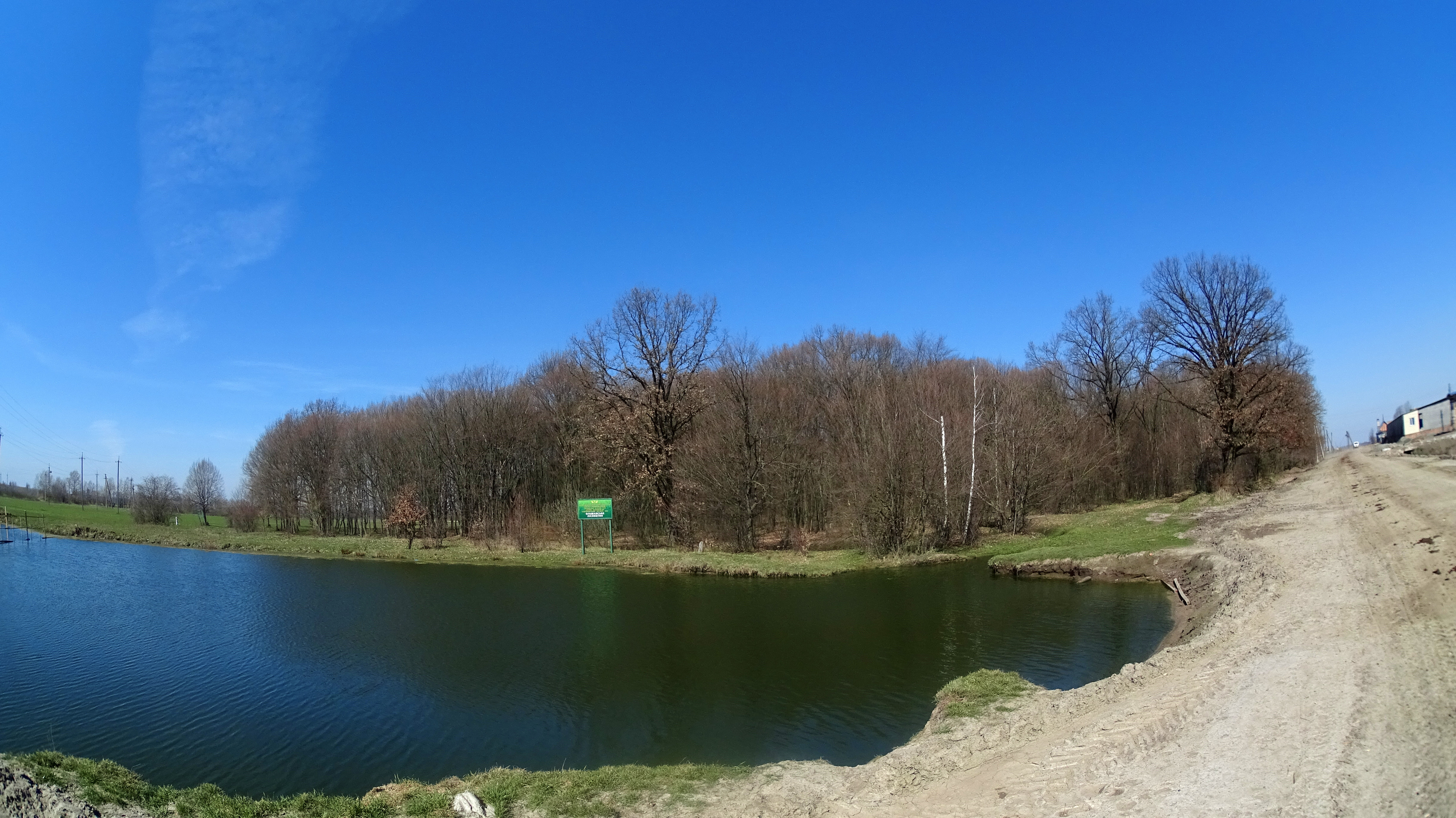
Південний кут заповідного урочища